# Banco del Estado de Chile
Die Banco del Estado de Chile (Handelsname: BancoEstado) ist die einzige chilenische Staatsbank. Es ist die Bank mit der größten Anzahl von Kunden und der größten territorialen Abdeckung (in Anzahl der Bankfilialen pro Gemeinde) im südamerikanischen Land, die in einem Finanzszenario des freien Marktes im Wettbewerb mit Privatbanken zu gleichen Bedingungen ist. Der Hauptsitz der Bank befindet sich an der Avenida Libertador General Bernardo O’Higgins, der Hauptstraße der chilenischen Hauptstadt, Santiago de Chile, wo auch das „Nationalmuseum zum Sparen“ liegt, das numismatischen Sammlungen und anderen finanziellen Angelegenheiten aus der Geschichte Chiles enthält.

## Geschichte

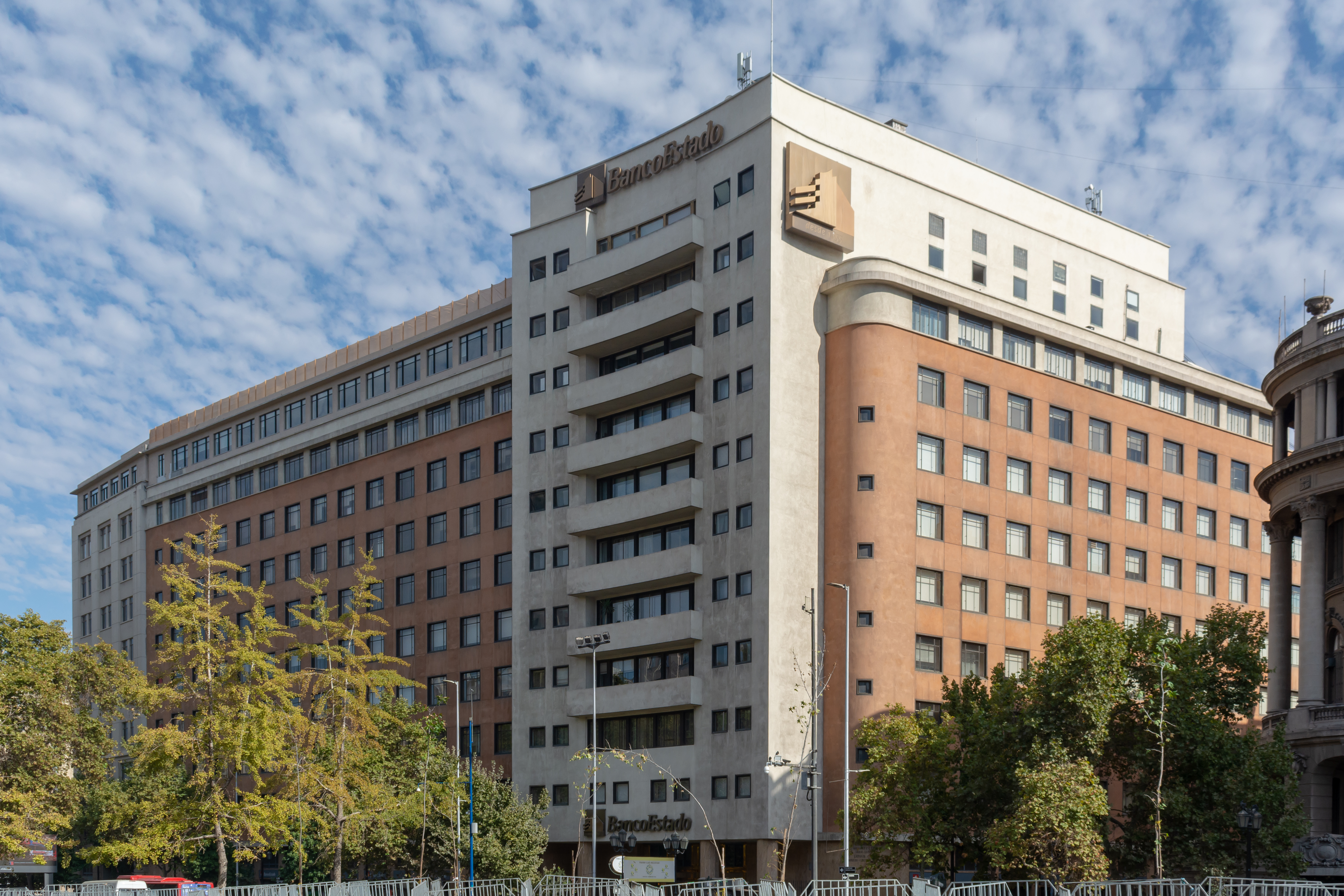
Hauptsitz der Bank in Santiago de Chile

Die Bank wurde 1953 unter der Präsidentschaft von Carlos Ibáñez del Campo nach dem Zusammenschluss mehrerer Finanzinstitute des Staates Chile gegründet. Rechtlich gesehen ist die Bank eine staatliche Gesellschaft mit Rechtspersönlichkeit und eigenem Vermögen, völlig unabhängig von der Regierung handeln. Ihre Beziehung zur Zentralregierung ist direkt über das chilenische Finanzministerium.
Im Jahr 2006 startete die Bank eine massive Kampagne zur Einbeziehung chilenischer Bürger in das Bankensystem mit der Einrichtung eines Sichtkontos (mit integrierter Debitkarte) mit wenigen Anforderungen und ohne Kosten für die Kontoführung und einer Obergrenze für den Geldbetrag von ungefähr 3000 Euro. Im Jahr 2020 hatte diese Art von Sichtkonto 13 Millionen Inhaber, etwa 70 Prozent der gesamten nationalen Bevölkerung (nach Prognosen für das Jahr 2018), was es zum meistgenutzten Bankkonto des Landes macht.
Die Bank trat 2017 mit der Vergabe von POS-Terminals durch ihre Tochtergesellschaft Red Global S.A. offiziell in den chilenischen Zahlungsmarkt ein.
Laut dem jährlichen Bankensicherheitsbericht des US-amerikanischen Finanzmagazins Global Finance war die Bank 2020 die sicherste in Lateinamerika.